# 镇海区 (韩国)
鎮海區（：／ Jinhae gu */?），是大韓民國慶尚南道昌原市的一個區。

## 歷史
1954年6月15日，第一届亚洲人民反共联盟会议在镇海召开。
1955年鎮海邑脫離昌原郡，並升格為市。2010年7月1日被合併到昌原市，並成為該市的一個區。是韓國重要軍港所在地，大韓民國海軍及美國海軍均在此區設有鎮海海軍基地。
與鄰近的前馬山市（現為昌原市的馬山會原區和馬山合浦區）、昌原市共同構成一 生活圈，並稱「山海原」、「馬昌鎮」。

## 镇海军港节

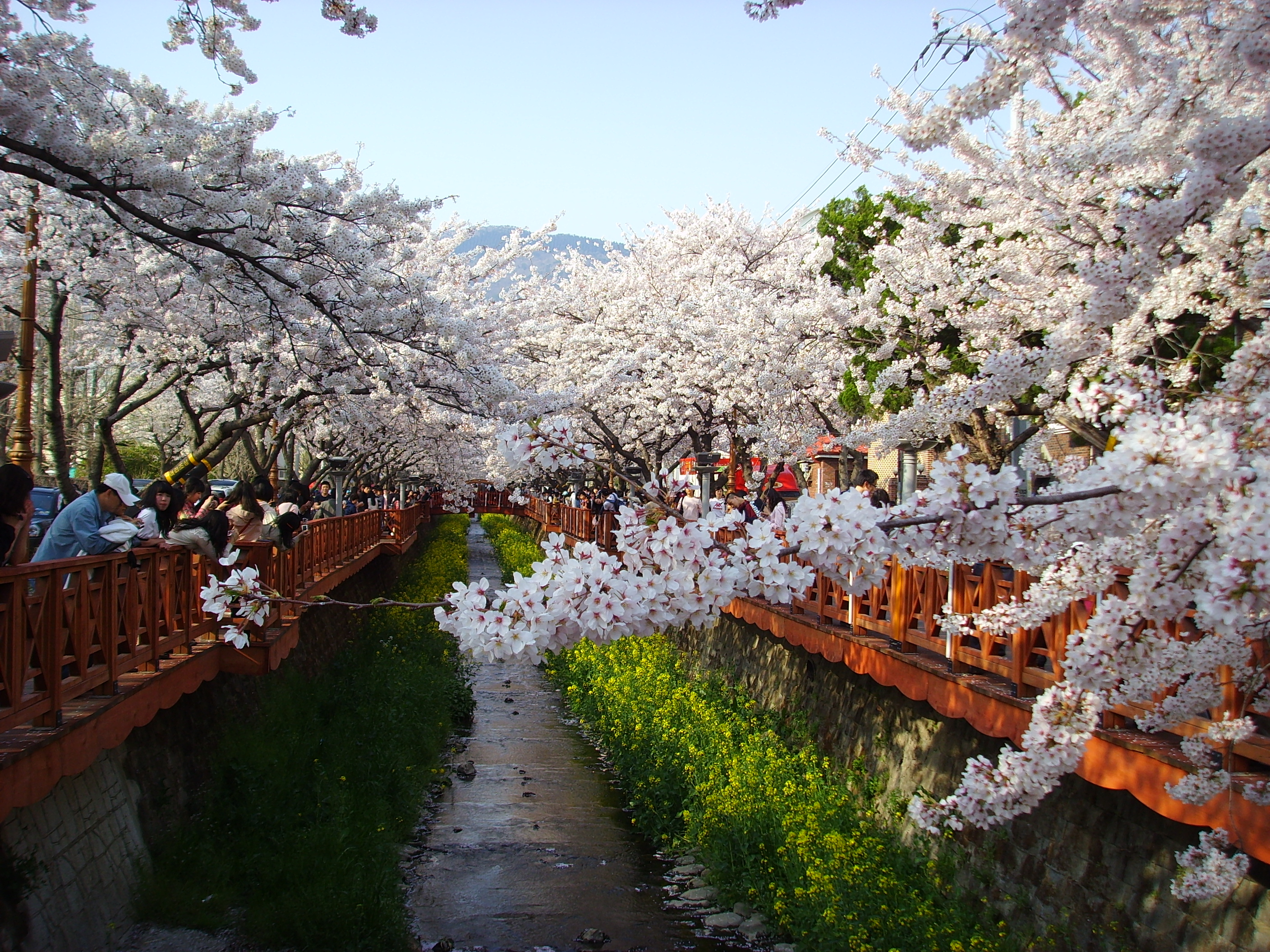
MBC韩剧《罗曼史》的拍摄地镇海樱花节

1952年4月13日建成的北园环岛忠武公李舜臣铜像是韩国首座李舜臣铜像。自1963年以来，镇海每年都举办军港节缅怀这位民族英雄。军港节期间，镇海举行李忠武公缅怀祭表演、体验项目、参观、比赛、樱花艺术节等活动。该文化节目前已经发展成为具有全国性规模的一个庆典。
日本統治時期，日本人在镇海大量种植樱花树。日本投降后，由于樱花是日本的国花。镇海大多数的樱花被铲除:234-235。由于韩国后来出现济州岛是樱花原产地的观点:244-252。樱花重新在镇海种植。镇海著名賞櫻地點有餘佐川（여좌천）、海軍官校等。余佐川罗曼史桥是MBC韩剧《罗曼史》的拍摄地。